# Walter Steinbauer
Walter Steinbauer (* 20. Januar 1945 in Dießen am Ammersee; † 28. Mai 1991 in Murnau am Staffelsee) war ein deutscher Bobfahrer. 1972 gewann er eine olympische Bronzemedaille im Viererbob. 
Walter Steinbauer startete für den SV Ohlstadt und war Anschieber bei Wolfgang Zimmerer. 1968 gewann er zusammen mit Wolfgang Zimmerer, Peter Utzschneider und Stefan Gaisreiter seinen ersten deutschen Meistertitel. 1969 gewann der Bob in der gleichen Besetzung bei der Weltmeisterschaft in Lake Placid den Titel. 1970 wurden die vier Ohlstädter Europameister, bei der Weltmeisterschaft 1970 fiel Gaisreiter durch Verletzung aus und wurde durch Pepi Bader ersetzt, der Bob gewann die Silbermedaille. 1971 gewann der Bob Silber bei der Europameisterschaft und Bronze bei der Weltmeisterschaft. Nach der Bronzemedaille bei den Olympischen Spielen in Sapporo 1972 folgte 1973 ebenfalls Bronze bei der Weltmeisterschaft. 1975 gewann Steinbauer seinen zweiten deutschen Meistertitel, diesmal als Anschieber von Klaus Heiß.
Für seine sportlichen Erfolge erhielt er – zusammen mit der Viererbob-Mannschaft – am 8. Juni 1970 das Silberne Lorbeerblatt.